# 4404 Enirac
4404 Enirac је астероид главног астероидног појаса чија средња удаљеност од Сунца износи 2,647 астрономских јединица (АЈ).
Апсолутна магнитуда астероида је 13,2.